# 數位貨幣
，是电子货币形式的替代货币。目前，全世界国家都对此展开研究，并讨论未来发行的可能性，或者是已经展开发行测试工作。2019年底巴哈马推行沙錢計畫，並於2020年實行。而中国人民银行也將发行数字货币。
它是虚拟货币的一部分。但不同于传统虚拟世界中的虚拟货币，它的價值被肯定，使它能被用于真实的商品和服务交易，而不局限在网络游戏中。早期的数字货币（数字黄金货币）是一种以黄金重量命名的电子货币形式。现在的数字货币，比如比特币、莱特币和點點幣是依靠校验和密码技术来创建、发行和流通的电子货币，這種貨幣基於特定的算法得出，發行量是有限且被加密保證安全。其特点是运用P2P对等网络技术来发行、管理和流通货币，理论上避免了官僚机构的审批，让每个人都有权发行货币。

## 数字货币列表

### 不基于密码学原理
| 货币                   | 符号 | 发行时间 | 作者         | 活跃 | 发行机构                   | 市值 (2013年4月) | 备注                                                                     |
| ---------------------- | ---- | -------- | ------------ | ---- | -------------------------- | ---------------- | ------------------------------------------------------------------------ |
| E-gold                 |      | 1996     |              | 否   | Gold & Silver Reserve Inc. | 不適用           |                                                                          |
| Digital Monetary Trust |      | 1999     |              | 否   | James Orlin Grabbe         | 不適用           |                                                                          |
| 瑞波幣                 | XRP  | 2005     | jed/OpenCoin | 是   | OpenCoin Inc.              | 不適用           | 目前是一个封闭源，集中式货币交换系统，但它的发行商声称这种情况将会改变。 |
| Ven                    |      | 2007     |              | 是   | Hub Culture                | ~$200万 美元     |                                                                          |

### 基于密码学原理
| 货币   | 符号 | 发行时间 | 作者             | 活跃 | 发行者  | 市值 (2013年4月) | 比特币-基础 | 备注         |
| ------ | ---- | -------- | ---------------- | ---- | ------- | ---------------- | ----------- | ------------ |
| 比特币 | BTC  | 2009     | Satoshi Nakamoto | 是   | P2P网络 | ~$10亿 美元      | 是          | SHA-256      |
| 莱特币 | LTC  | 2011     | Coblee           | 是   | P2P网络 | ~$3,800万美元    | 是          | Scrypt       |
| 无限币 | IFC  | 2011     | ifcoin           | 是   | P2P网络 | ~$450万美元      | 是          | DNS, SHA-256 |
| 夸克币 | QRK  | 2012     | qrkcoin          | 是   | P2P网络 | ~$400万美元      | 是          | SHA-256      |

## 目前展开测试使用的地區

### 中国大陸
中国人民银行正在开发的数字人民币，又被称为数字货币电子支付（英語：Digital Currency Electronic Payment，缩写：DC/EP）。该数字货币价值将与法定纸钞和法定硬币等价。

### 香港
2023年10月，香港金融管理局發布《「數碼港元」先導計劃第一階段報告》；2024年3月14日，香港金融管理局宣布推出「數碼港元」先導計劃（先導計劃）第二階段。

### 巴哈馬
巴哈马央行於2019年底啟動「沙錢計畫」（Project Sand Dollar），自2020年10月20日正式推行CBDC，並將通用型CBDC命名為「沙錢」。

## 其他

### 印度
2022年2月1日，印度財政部長尼尔马拉·西塔拉曼在提交聯邦預算時表示，印度儲備銀行預計將在4月1日開始的2022-2023財年推出數位貨幣。

### 日本
日本國內的大型銀行等74家集團與企業聯合宣布，將在2022下半年推出“DCJPY”數字貨幣，最小單位定為1日圓。
2022年1月28日，日本银行總裁黑田東彥在出席眾議院預算委員會會議時，對數位貨幣發行議題表示將在2026年前，對是否發行日銀數位貨幣問題作出决定。
2023年2月17日，日本銀行決定4月啟動發行數位貨幣（數位日圓）的試行計畫。

### 立陶宛
為慶祝立陶宛獨立百年，立陶宛银行於2020年7月發行數位加密收藏幣LBCoin。主要用於收藏而非交易，總共有20個不同人物的數位紀念幣，它被分成六種類別：牧師、總統、外交官、實業家、學者、市政公務員，每個種類會分配4,000枚數位紀念幣，所以一共有24,000枚數位代幣。集滿6種不同類型的LBCoin後，可兌換一枚相當於信用卡形狀的實體紀念幣，視為法定貨幣，價值僅19.18欧元，但立陶宛銀行也並不鼓勵用作支付手段。

### 台灣
2022年6月29日，中央銀行總裁楊金龍表示，央行數位貨幣（CBDC）第二階段提前完成，後續將以試驗結果為基礎進行意見調查。完成三項工程後推動（CBDC）數位新台幣。
2022年11月28日央行數位貨幣試驗並已有5家銀行參加。可使用各家銀行app付款。

### 巴西
2023年8月7日，巴西央行宣布計畫推出的數位貨幣命名為DREX，預計于2024年底推出。

## 批評
許多現有的數字貨幣尚未得到廣泛使用，並且可能不容易使用或交換。銀行通常不接受或為其提供服務。由於加密貨幣的極高波動性和潛在的「拉高出貨」騙局，因此其風險極高。一些國家、地區的監管機構已警告不要使用。一些監管機構已採取具體的監管措施勸阻用戶。非加密貨幣都是集中式的，可隨時被政府關閉或扣押。比特幣也因基於SHA-256的低效能工作證明而受到批評。